# Денщик
Денщи́к — в русской гвардии, армии и флоте, до 1917 года, солдат или матрос, состоявший при офицере или чиновнике в качестве казённой прислуги.

## История

### В России
При лице Петра I одно время состояли денщики из дворян, и их звание приблизительно соответствовало флигель-адъютантскому; но затем, при том же государе, денщиками стали называть служителей из менее способных нижних чинов, состоявших в постоянном (а не только дневном) услужении при офицерах и чиновниках. В 1713 году было определено число денщиков, которое полагалось каждому генералу и офицеру; это число с течением времени изменялось, а в 1871 году денщики вовсе исключены из штатов, в которые взамен того вошли безоружные рядовые для назначения из их числа денщиков. 
В 1870-е годы внедрялось наименование постоянный вестовой, к которому добавлялось привычное денщик. В 1881 году по приказу Военного ведомства № 243 денщики исключались из штатов и на их место назначалась "казённая прислуга" из общего числа строевых нижних чинов. С 1909 года наименование "казённая прислуга" вновь изменено на "денщик". 
Обеспечение казённой прислугой было одной из форм обязательного довольствия всех офицеров и классных чинов военного ведомства. В 1856 году установлено число денщиков, зависящее от чина офицера и его семейного положения. Постепенно реформы подводили офицеров к положению, когда они на денежные дотации должны были сами нанимать себе штатскую прислугу вместо прикрепляемых к ним нижних чинов. Эта задача была решена в 1908 году, когда со следующего года денщики полагались только генералам, штаб - и обер-офицерам строевых частей войск и их управлений, а также постоянным служащим крепостей.
Назначение в постоянные вестовые происходило не сообразно строгому предписанию, которое отсутствовало и давало большую долю выбора командованию. Офицеры не занимались образованием нижних чинов и часто меняли своих денщиков в случае неудовольствия ими. При этом, сам денщик не имел возможности отказаться от такой службы на посылках и удерживался в подчинении насильно, запуганный воинским судом, который маячил перед младшими чинами в случае любого неповиновения. До начала 1880-х годов нижний чин мог служить постоянным вестовым до конца своей службы, но позже решили возвращать их в строй за год до выхода в запас. Несмотря на запрет "Положения о денщиках", офицеры брали и даже вызывали своих денщиков во время отпусков заграницей.
Обязанности денщика в отношении офицера и его семейства были неограниченные, неконкретизированные, отчего он выполнял любую порученную работу на уровне обычной прислуги — лакея, уборщика, кухарки, няньки и прочих. Запрещалось лишь переодевать денщика в неформенную одежду и отдавать в услужение другим лицам. Прислуживание холостому офицеру было несколько легче, чем офицеру с семьёй и детьми, поскольку тогда денщик обязан был выполнять приказы всех членов этого семейства. Свою долю денщики считали незавидной и мечтали о скорейшем завершении службы, чтобы вернуться домой. Необходимость служить стране на позиции слуги, невозможность отказаться от положения крепостного при барине вызывало отторжение нижних чинов. Положение денщиков активно стало порицаться в прессе и обществе лишь в начале XX века, когда выросло гражданское самосознание и отдалился во времени период крепостного права. В период Революции 1905-1907 годов воинские части из разных регионов страны наравне с прочими требованиями поднимали также вопрос о необходимости запретить офицерам использовать нижние чины в качестве слуг и домашней прислуги, поскольку такое положение "не соответствует званию солдата — защитника Отечества".
Казённая прислуга в отличие от нанимаемой штатской прислуги считалась бесплатной, и любые вознаграждения за старания оставались на совести офицера. Обеспечение денщика было за госсчёт, всё довольствие производилось на одинаковых основаниях с прочими строевыми рядовыми. Частыми были случаи присвоения офицерами выделяемого денщикам довольства, поскольку денщик не всегда мог присутствовать в ротной кухне, следуя за своим офицером вдали от части, и ему выделялась денежная компенсация. Квартирное довольствие денщикам не полагалось: они обязаны были проживать при офицерских чинах, на усмотрение (и в соответствии с финансовым состоянием) которых денщикам выделялся угол или даже комнатка.
В Красной армии денщиков не было. Во время Великой Отечественной войны институт денщиков был частично восстановлен под названием ординарцев, но неофициально функции денщика при высших офицерах выполняли водители их автомобилей и другие подчинённые.

### В других странах
В иностранных армиях офицерам до Второй мировой войны также полагалась казённая прислуга. В Германии (нем. Ordonnanz) и Австрии (нем. Offiziersburschen) эти нижние чины были обязаны являться лишь на некоторые учебные занятия, от которых вполне освобождались только состоявшие в услужении у офицеров, имеющих верховых лошадей. 
Во Франции денщик в отличие от своих российских коллег "только ухаживает за конём и чистит сапоги офицера". Позже институт ординарцев (фр. ordonnance) был упразднён после Второй мировой войны. 
В Индии старый британский термин orderly после обретения независимости был заменен на sahayak (помощник). 
В Италии институт attendente был ликвидирован в 1971 году. 
В Великобритании официальное название денщика во время Первой мировой войны было soldier-servant, а во времена между мировыми войнами было изменено в армии на batman, а во флоте — на steward. Офицеры элитных британских частей имеют денщиков до сих пор.
В Пакистане домашняя прислуга высших офицеров до сих пор называется по-английски: англ. batman. В ходе Второй мировой войны личный денщик остался только при высших офицерах, а остальные офицеры имели одного денщика на несколько человек. В женских подразделениях эта должность называлась batwomen. 
Обычно должность денщика считалась привилегией[где?], так как исполнявший её солдат освобождался от обычных обязанностей, получал лучший паёк и прочие поощрения от своего командира. Денщики старших офицеров вскоре получали повышение в звании до капрала или сержанта[где?].

## Функции денщика
- Передача приказов офицера подчинённым в качестве вестового.
- Чистка офицерской формы и сапог, забота об офицерском багаже.
- Вождение офицерского автомобиля, в том числе в условиях боевых действий.
- Исполнение обязанностей офицерского телохранителя.
- Выполнение иных поручений офицера, для экономии его времени.

По окончании службы денщик мог продолжать выполнять свои обязанности при отставном офицере в качестве домашней прислуги.